# Château Barrière
Ne doit pas être confondu avec Château de Barrière.
Le château Barrière est un château français construit entre le XIIe siècle et le XVIe siècle. Il est situé à Périgueux, dans le département de la Dordogne.
Propriété de la ville de Périgueux, le château en ruine fait l'objet d'une protection au titre des monuments historiques.
Les extérieurs sont accessibles en visite.

## Localisation
Le château Barrière se  situe en Périgord central, à Périgueux, rue de Turenne, à moins de deux cents mètres de l'amphithéâtre et de l'église Saint-Étienne-de-la-Cité.

## Historique
Datant du XIIe siècle, le château Barrière est bâti sur l'enceinte gallo-romaine construite à la fin du IIIe siècle pour protéger la Cité, l'un des noyaux urbains qui, avec le Puy-Saint-Front, allaient former Périgueux.
Fief de la famille Barrière au XIIIe siècle (d'où son nom), le château est partiellement détruit par les huguenots en 1575.
Il est classé au titre des monuments historiques depuis la liste de 1862.

## Architecture
Côté ouest, les murs reposent sur l'ancienne muraille gallo-romaine, avec ses imposants blocs de pierre. Du château subsistent des murs percés de fenêtres à meneaux et deux tours, à l'est et au sud. La tour orientale, tronquée, offre une porte à décor flamboyant.

## Galerie

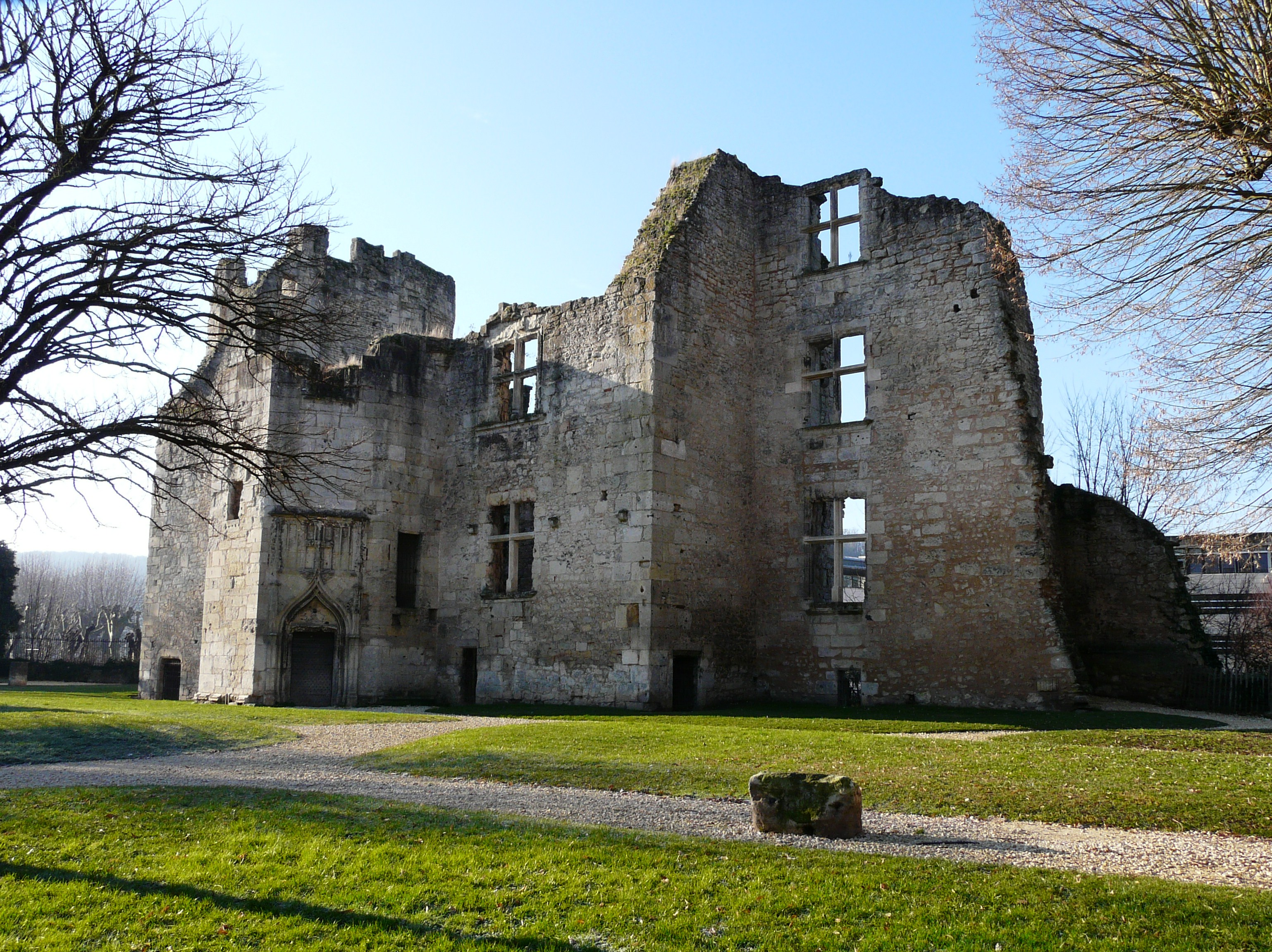
Les ruines du château Barrière, côté est.
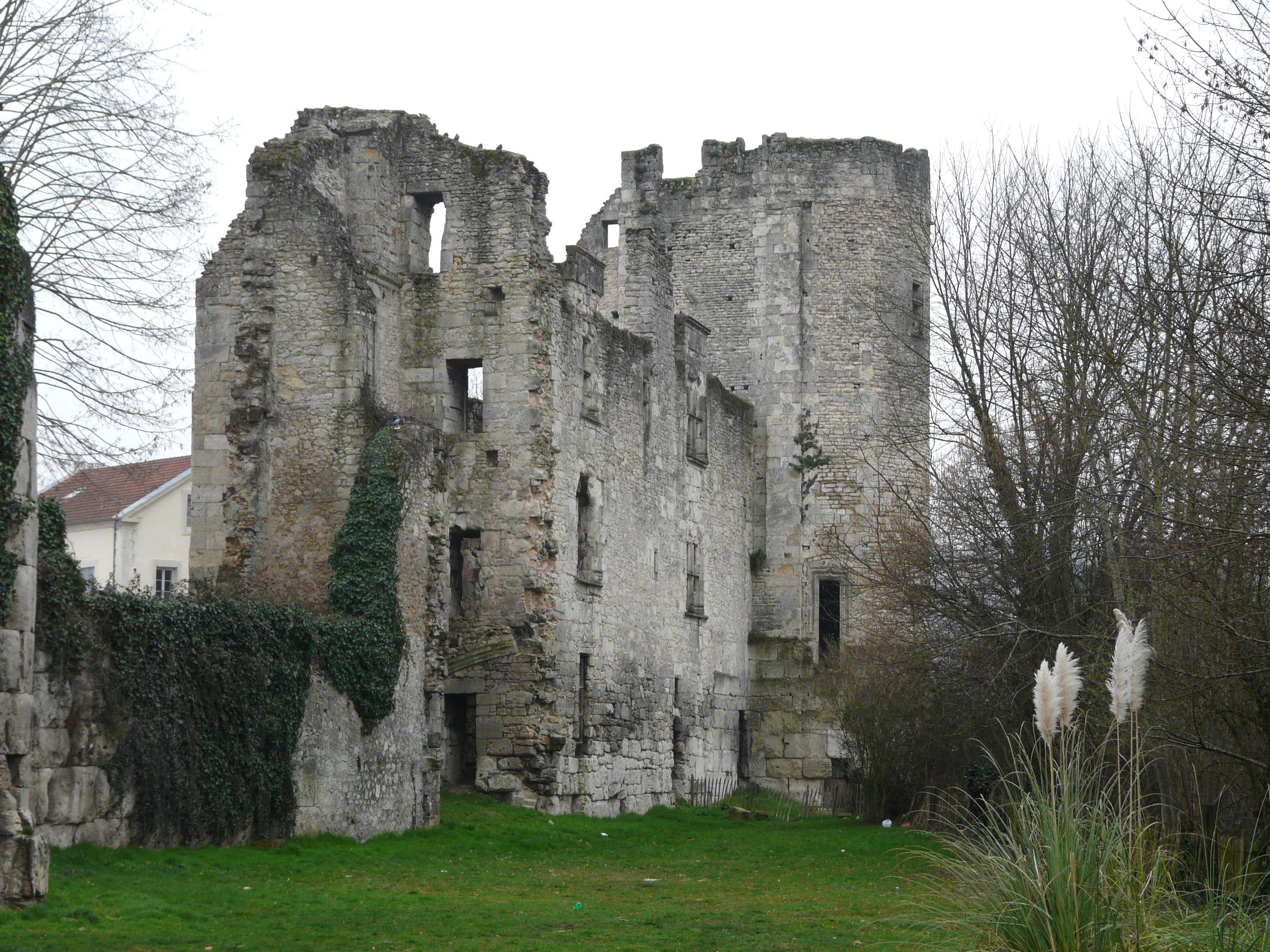
Les ruines du château Barrière, côté ouest.
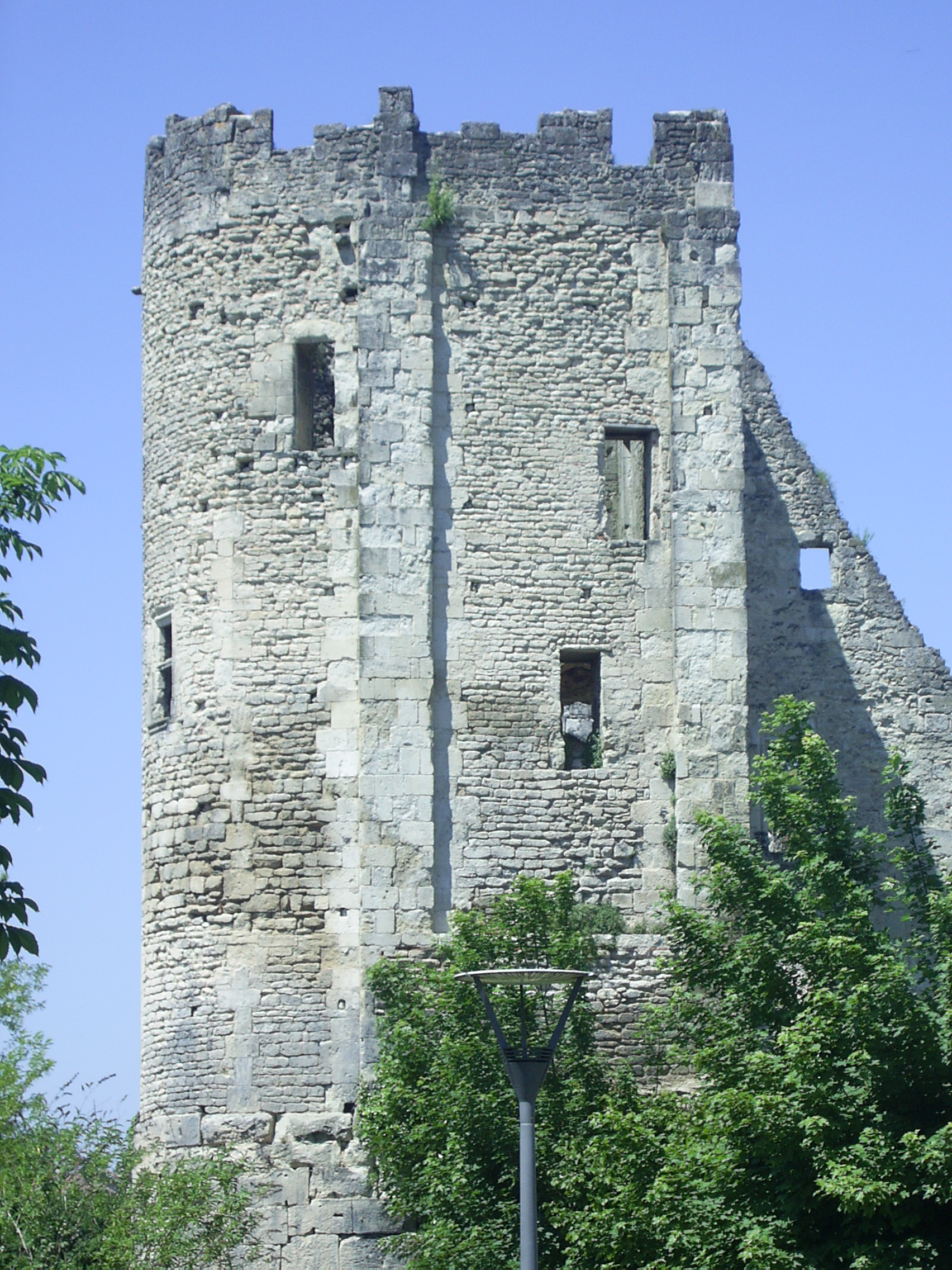
La tour sud.
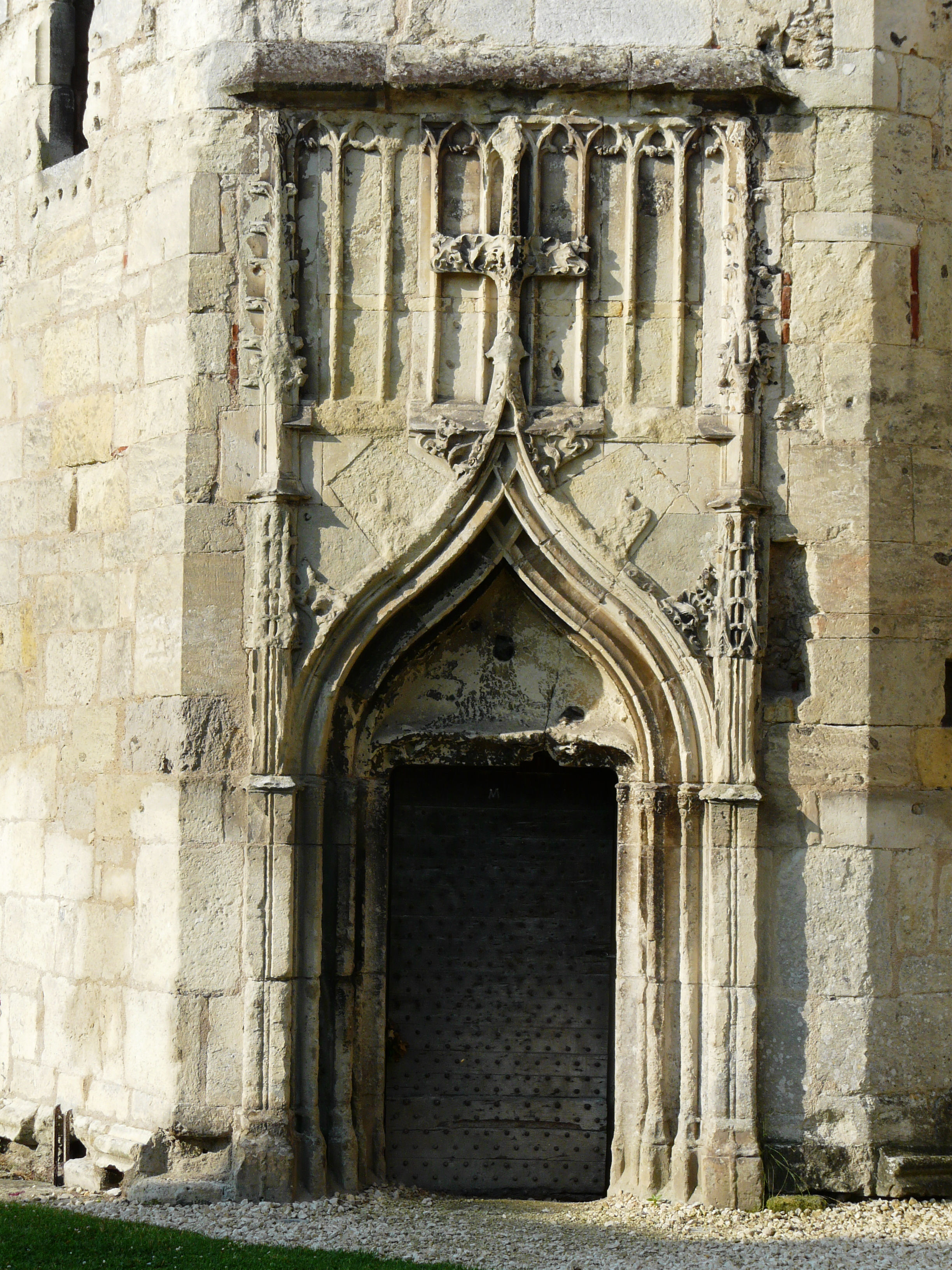
Porte d'entrée de la tour orientale.
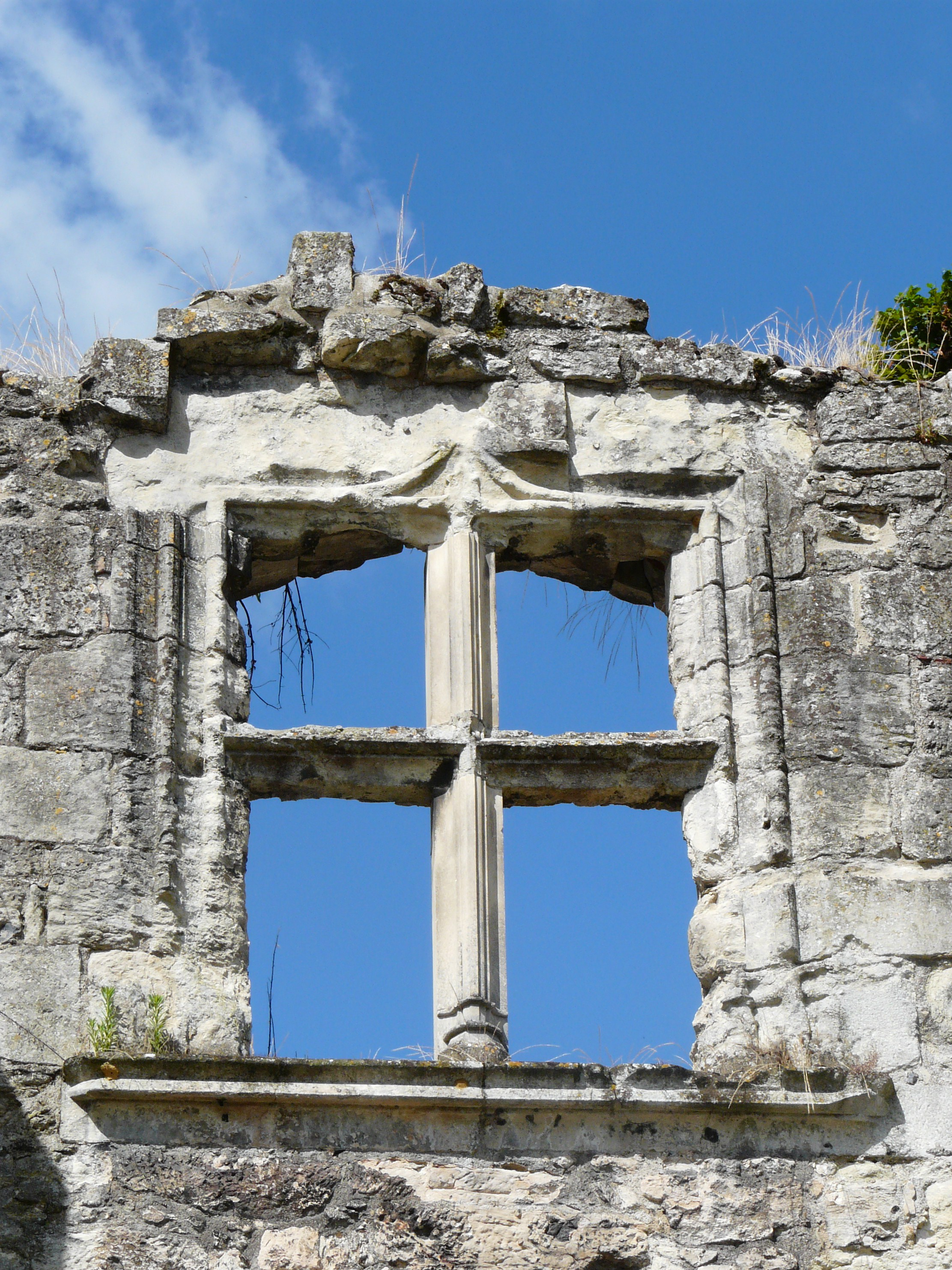
Fenêtre à meneaux.
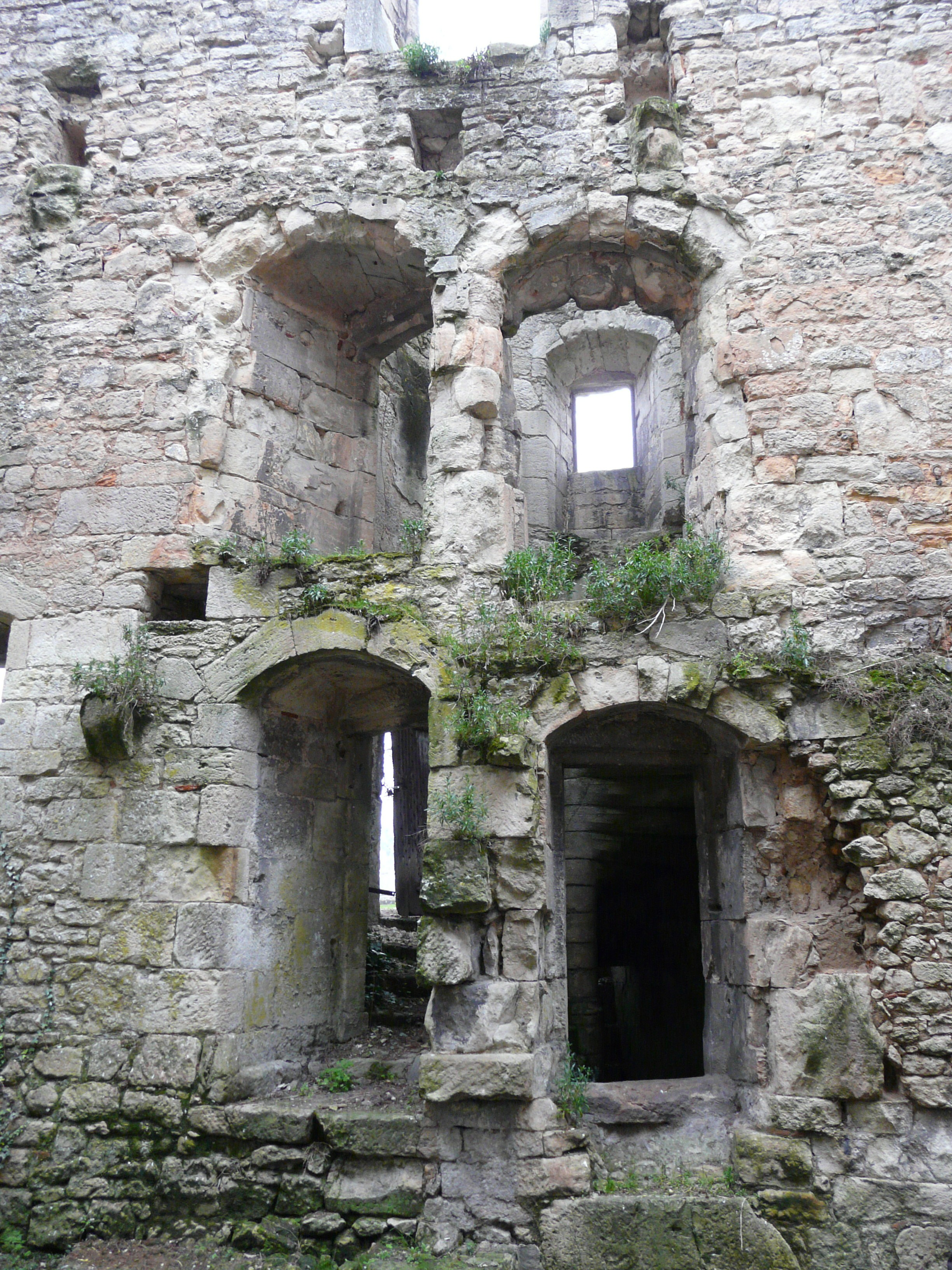
L'intérieur des ruines.
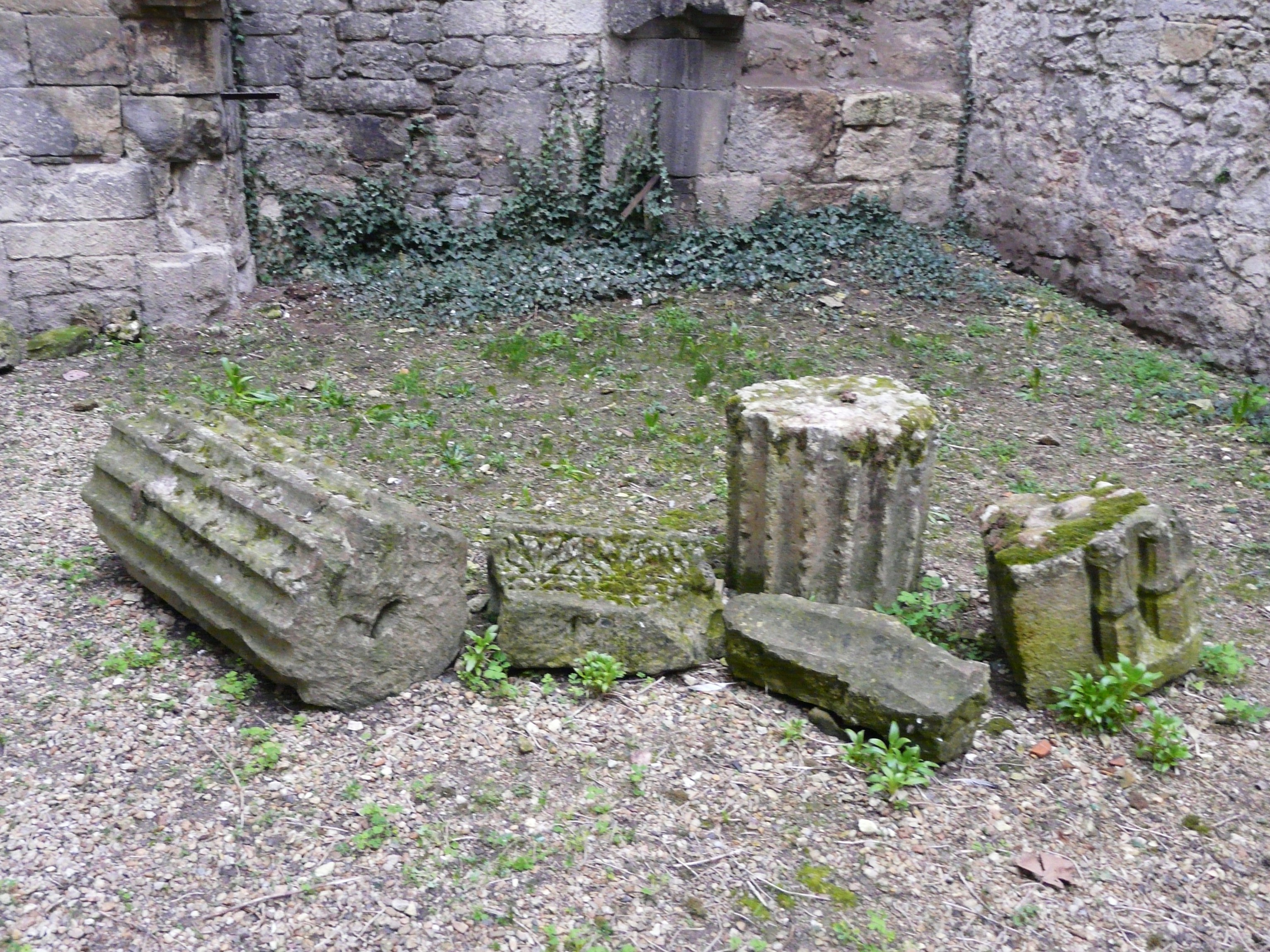
Ruines gallo-romaines à l'intérieur du château.